# Hail Gewoon

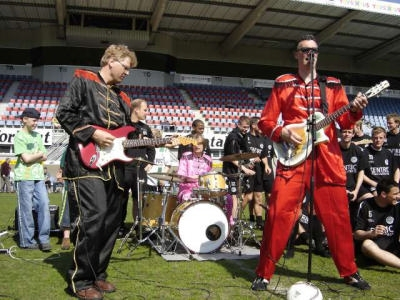
Hail Gewoon in het Oosterparkstadion van FC Groningen

Hail Gewoon is een Groningse boerenrockband uit het dorp Loppersum.

## Geschiedenis
De band werd opgericht in de jaren tachtig door de gebroeders Jan en Martin Stoter samen met Tamme Kamminga en Jan Smit. Nadien vond er een groot aantal wisselingen in de bezetting plaats.
Hail Gewoon produceerde vijf cd-albums en verzorgde vele optredens.
Na een periode van verminderde activiteit kondigde zanger Ger Warink in 2013 aan dat de band ermee stopte.

## Bezetting
- Jan Stoter (oprichtingsjaar tot 1989): gitaar en zang
- Martin Stoter (oprichtingsjaar tot 1999): gitaar en zang
- Jan Smit (oprichtingsjaar tot 1992): drums
- Tamme Kamminga (oprichtingsjaar tot 2013): basgitaar
- Ger Warink (1989-2013): gitaar en zang
- Chris Slager (1992-1999, 2004-2013): drums
- Roel Kuipers (1999-2004): drums
- Herman Wessels (1999-2004): gitaar en zang
- Coos Grevelink (2004-2013): gitaar en zang
- Klaas van der Woude (2004-2013): toetsen, accordeon en zang

## Discografie

### Cd-albums
- 1993 - 't Is niks dunkt mie
- 1994 - Ronddiedeldaantjen
- 1998 - Joa, inderdoad nee!
- 2002 - De titel is... geheim
- 2008 - S.V.P.

### Cd-singles
- 2009 - Soep, vlees en pudding / Nana Neusbeer
- 2009 - Vrumde gast / Jolien

### Overige
Er zijn nog vijf nummers van Hail Gewoon in omloop die niet op de reguliere cd's te vinden zijn, te weten:
- Tied (uitgebracht als bijdrage voor RTV Noord en als videoclip)
- Euroborg (ter ere van FC Groningen en Stadion Oosterpark en als videoclip voor RTV Noord)
- Zeppo (geschreven voor het tv-programma Zeppo van RTV Noord en als videoclip voor RTV Noord)
- Ik heb zo'n wens (op verzoek geschreven voor RTV Noord)
- Aans as aans (opgenomen voor RTV Noord, De Nacht van Ede Staal, 23 juni 2000)
- Clublied (een clublied voor STV Eemsmond, de schaatsclub waar Warink lid van was)

## Trivia
- Hail Gewoon verscheen ook op een kerstpostzegel.[2] De zegels konden gebruikt worden op kaarten die vanuit de provincie Groningen naar Drenthe of Friesland met de streekpost werden verzonden. Bovendien konden alle Groningers de zegel voor streekpost gebruiken. De waarde was 55 cent.
- Het nummer Vrumde gast werd geschreven ter nagedachtenis aan een vermoorde inwoner van Loppersum, Klaas Gast.[3]